# Dispensario Antituberculoso de Reus
El Dispensario Antituberculoso es un antiguo equipamiento sanitario de Reus (España). Se trata de un edificio novecentista, obra de Juan Rubió y Bellver, inscrito como Bien Cultural de Interés Local (BCIL) en el Inventario del Patrimonio Arquitectónico de Cataluña con el código IPA-9837.

## Historia
El origen del dispensario está ligado a la política sanitaria llevada a cabo por la Mancomunidad de Cataluña, que en 1923 planteó la creación de un sanatorio antituberculoso en la zona del Campo de Tarragona. El Ayuntamiento de Reus cedió unos terrenos municipales, pero la obra quedó aplazada con la llegada al poder de Primo de Rivera, que puso fin a la Mancomunidad. La Diputación Provincial de Tarragona recogió la necesidad a instancias del consistorio reusense y en 1927 se iniciaron las obras por Juan Rubió y Bellver, que había sido arquitecto-jefe de la Mancomunidad y había redactado el proyecto de 1923. Se inauguró en 1928 y asumió la dirección el doctor Jaume Sabater Vallés.
El centro tuvo varias denominaciones a lo largo de su historia: Dispensario Antituberculoso (1928), Dispensario Antituberculoso y de las Enfermedades del Tórax (1946) y finalmente Centro de Prevención y Control de la Tuberculosis. Debido a la progresiva erradicación de la enfermedad en España la sala de enfermos tuberculosos se cerró en 1971. El dispensario cerró definitivamente en 1992. 

## Arquitectura
Es un edificio en esquina, de planta rectangular, compuesto por dos cuerpos diferenciados, acceso central, jardín delantero con cierre de piedra y reja de hierro. La fachada principal está compuesta simétricamente a partir de una puerta con arco de medio punto, dos ventanas rectangulares con columna central y remate formado por frontón escalonado y escudo. La puerta de acceso tiene un porche adosado con dos pilares de piedra, cubierta a dos aguas con estructura de madera. La fachada lateral tiene tres ventanas con columna central y frontón. En el interior, nave con tres crujías desiguales y pasillo central. La cubierta es de teja árabe a dos vertientes. Los muros son de mampostería y de piedra. El coronamiento, de forma escalonada, es similar al de la Casa Serra, del arrabal de Santa Ana, obra también de Juan Rubió y Bellver.